# Aleksandra Nikolaevna Repnina
Aleksandra Nikolaevna Repnina (25 aprile 1757 – San Pietroburgo, 23 dicembre 1834) è stata una nobildonna russa.

## Biografia
Aleksandra era la figlia del generale Nikolaj Vasil'evič Repnin, e di sua moglie, la principessa Natal'ja Aleksandrovna Kurakina. Ricevette un'educazione privata sotto la supervisione di sua madre.

## Matrimonio
Sposò, il 29 aprile 1778, il principe Grigorij Semënovič Volkonskij (25 gennaio 1742–17 giugno 1824), figlio del generale Semën Fëdorovič Volkonskij. Il matrimonio si è svolto nella Cattedrale di Sant'Isacco di Dalmazia a San Pietroburgo, il testimone per lo sposo erano Aleksandr Aleksandrovič Naryškin mentre per la sposa era suo padre. La loro vita familiare era abbastanza felice. Aleksandra Nikolaevna era il vero capo della famiglia. Ebbero sei figli:
- Nikolaj Grigor'evič (28 gennaio 1778-6 gennaio 1845), sposò Varvara Alekseevna Razumovskaja, ebbero sette figli;
- Aleksandr Grigor'evič (1778-7 febbraio 1780);
- Nikita Grigor'evič (9 luglio 1781-18 dicembre 1841), sposò la principessa Zinaida Aleksandrovna Belosel'skaja, ebbero un figlio;
- Grigorij Grigor'evič (8 ottobre 1782-28 febbraio 1783);
- Sof'ja Grigor'evna (19 agosto 1786-26 marzo 1868), sposò Pëtr Michajlovič Volkonskij, ebbero quattro figli[2];
- Sergej Grigor'evič (8 dicembre 1788-28 novembre 1865), sposò Marija Nikolaevna Raevskaja, ebbero quattro figli.

Al contrario del marito che aveva un carattere  gentile e bonario, un poeta, un appassionato amante della musica antica italiana, Aleksandra Nikolaevna aveva un carattere forte e prepotente. Il dovere e la disciplina hanno sostituito in lei i sentimenti e la motivazione. Dal 1803 al 1817 il marito fu governatore di Orenburg. La principessa preferì restare a San Pietroburgo. Durante questo periodo visitò suo marito solo due volte, nel 1805 e nel 1816.
In qualità di signora di corte delle tre imperatrici, nella sua posizione la principessa Volkonskaja era la prima donna dell'impero. Nel 1814 e nel 1815 accompagnò la Granduchessa Ekaterina Pavlovna in un viaggio in Germania, Paesi Bassi, Inghilterra e Austria. Insieme alla Granduchessa, Aleksandra Nikolaevna ha partecipato al Congresso di Vienna. Ha lasciato un diario dettagliato su questo viaggio. Rimasta vedova nel 1824, Aleksandra Nikolaevna si trasferì al Palazzo d'Inverno, lasciando la sua casa ai suoi figli.
Tutta la sua vita è stata dedicata al servizio dell'etichetta di corte e della rappresentanza secolare. Mentre era in corso l'interrogatorio dei Decembristi e suo figlio era imprigionato nella Fortezza di Pietro e Paolo, lei partì per Mosca per l'incoronazione. L'imperatrice, rendendosi conto del dolore della principessa, le diede il diritto di rimanere nelle sue stanze, ma per motivi di etichetta era ancora presente alla presentazione delle dame. Dalle lettere di sua nipote Alina è chiaro che Aleksandra Nikolaevna intendeva andare da suo figlio in Siberia. Fino alla fine della sua vita, scrisse lettere a suo figlio in Siberia ogni venerdì.

## Morte
La principessa Volkonskaja ha condiviso gli ultimi anni con la sua dama di compagnia, Josephine Türnenge. La principessa Volkonskaja morì il 23 dicembre 1834 e fu sepolta accanto a suo marito nel cimitero dell'Alexander Nevsky Lavra.